# 昭和橋 (土岐川)
昭和橋（しょうわばし）は、岐阜県多治見市の土岐川の橋である。橋名の由来は、昭和の改元を記念したものである。
多治見橋を補完するために記念橋とほぼ同時期に架橋された橋であり、多治見橋の下流、約500 m（陶都大橋の上流、約200 m）にある。架橋の費用は、昭和橋は多治見町が、記念橋は豊岡町が負担している。
平成になってからの改修後、橋の欄干などにさまざまな瀬戸物のオブジェが展示されている。

## 概要
- 供用：1927年（昭和2年）12月11日
- 延長：116.0 m
  - 架橋当時の表現では、388尺5寸
- 幅員：6.3 m
  - 架橋当時の表現では、21尺
- 両岸：岐阜県多治見市豊岡町 - 多治見市広小路

## 橋周辺
- 多治見市図書館
- 広小路商店街
- 西ヶ原遊郭跡

## 隣の橋
（上流） 土岐大橋（国道19号） - 土岐川橋 - 虎渓大橋（国道19号） - 記念橋 - 多治見橋（県道15号） - 昭和橋 - 陶都大橋 - 国長橋 （下流）